# Kappelhöhe

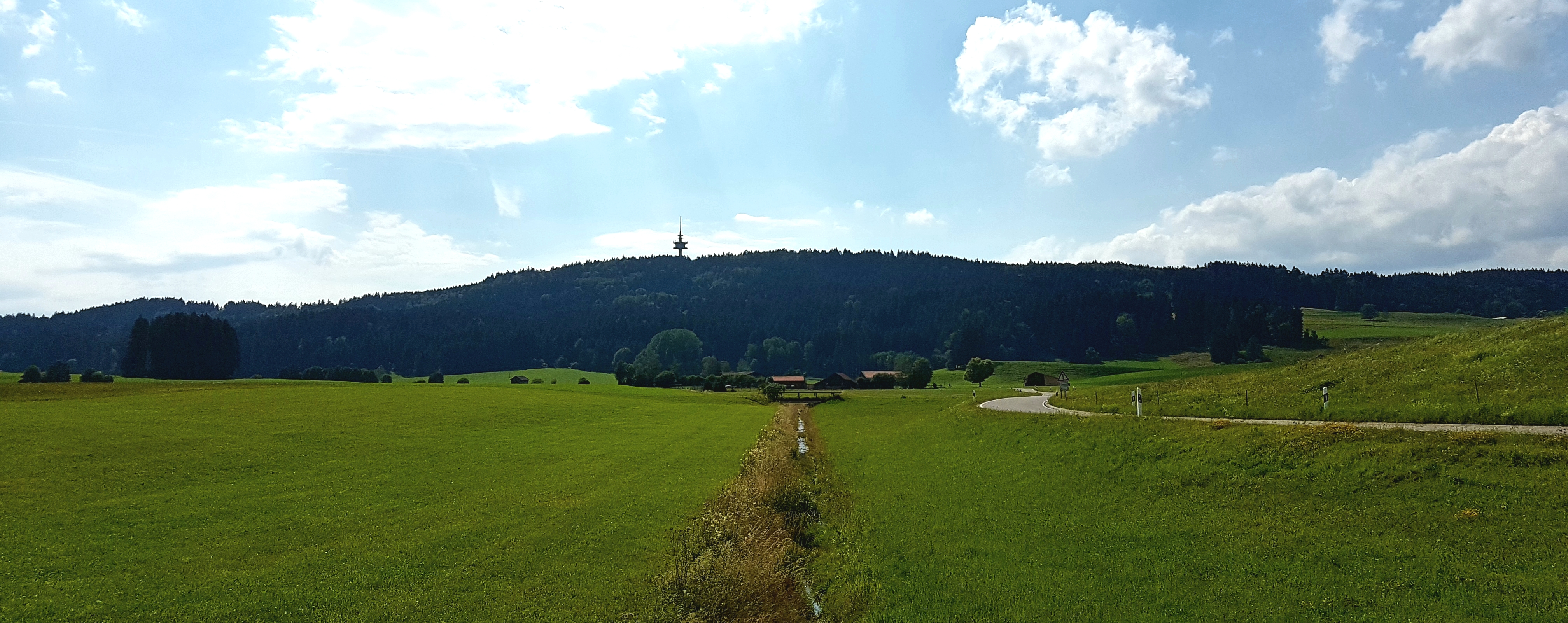
Kappelhöhe von Osten

Die Kappelhöhe ist zusammen mit dem Weichberg ein circa 2 Kilometer langer Höhenrücken im Landkreis Ostallgäu. Geologisch betrachtet ist die Kappelhöhe ein aufgerichteter Teil der alpinen Südrandstörung (Störung).
Die Erhebung liegt in der schwäbischen Gemeinde Rettenbach am Auerberg an der Grenze zur oberbayerischen Gemeinde Burggen 5 km Luftlinie vom bekannteren Auerberg und steigt bis zu 200 Meter über der Umgebung empor. Auf dem höchsten Punkt (967 m ü. NN) befindet sich ein Fernseh-Funkturm und auf dem Südabhang der Weiler Kienberg mit seiner stattlichen Kapelle.